# Троян, Иван
Иван Троян (чеш. Ivan Trojan; род. 30 июня 1964, Прага, Чехословакия) — чешский актёр театра, кино и телевидения.

## Биография
Сын актёра Ладислава Трояна и брат продюсера и режиссёра Ондржея Трояна.
В молодости активно занимался спортом. Собирался поступать в Карлов университет на факультет физического воспитания, однако, следуя семейной традиции, связал свою жизнь с театром. В 1988 году окончил театральный факультет Академии музыкального искусства в Праге. Службу в вооружённых силах ЧССР проходил в составе военного музыкального ансамбля имени В. Неедлы.

## Творчество
Иван Троян — актёр театров Праги: Реалистического театра (до 1990), Театра в Виноградах (1990—1997) и Дейвицкого театра (с 1997 года).

## Роли в театре
Играет во многих ролях в спектаклях мировой и русской классики, в том числе, городничего Антона Антоновича Сквозник-Дмухановского в спектакле «Ревизор» Гоголя (постановка режиссёра Сергея Федотова) (премия «Талия-2000»), главную роль в «Обломове» И. Гончарова (постановка режиссёра Мирослава Кробота) , Ивана и чëрта в «Братья Карамазовы» Достоевского, Вершинина в пьесах «Три сестры» и Тригорина и «Чайке» Чехова и других.

## Роли в кино
| Год  |   | Русское название              | Оригинальное название        | Роль             |
| ---- | - | ----------------------------- | ---------------------------- | ---------------- |
| 2000 | ф | Одиночки                      | Samotari                     | Ондржей          |
| 2002 | ф | Придётся тебя совратить       | Musim te svest               | Карел            |
| 2002 | ф | Паршивцы                      | Smradi                       | Марек, отец      |
| 2003 | ф | Смышленый Филип               | Mazany Filip                 | гример           |
| 2003 | ф | Одна рука не хлопает          | Jedna ruka netleska          | Зденек           |
| 2003 | ф | Желяры                        | Zelary                       | Рихард           |
| 2005 | ф |                               | Andel Pane                   | ангел Петронель  |
| 2005 | ф | Хроники обыкновенного безумия | Pribehy obycejneho silenstvi | Петр Ханек       |
| 2007 | ф | Медвежонок                    | Medvidek                     | Иван             |
| 2007 | ф | Вацлав                        | Vaclav                       | Вацлав           |
| 2008 | ф | Карамазовы                    | Karamazovi                   | старый Карамазов |
| 2009 | ф |                               | Suplent                      | Oskar/Frederik   |
| 2011 | ф | Алоис Небель                  | Alois Nebel                  | директор ČD      |
| 2011 | ф | Видимый мир                   | Viditelny svet               | Оливер           |
| 2012 | ф | В тени                        | Ve stinu                     | капитан Гакл     |
| 2012 | ф | Любовь и морщины              | Vrasky z lasky               | Ян               |
| 2012 | ф | Везучий неудачник             | Stastny smolar               | Кдоколив         |
| 2014 | ф | Дыра в Ханушовице             | Dira u Hanusovic             | Йура, староста   |
| 2015 | ф |                               | Svatojansky venecek          | Пастелино        |
| 2016 | ф |                               | Andel Pane 2                 | ангел Петронель  |
| 2020 | ф | Шарлатан                      | Sarlatan                     | Ян Миколашек     |

## Награды
- Медаль «За заслуги» I степени (2024 год)[4].
- Серебряная медаль председателя Сената Чехии (2024 год)[5].

| Год  | Название                      | Награда                                               | Категория                         | Результат |
| ---- | ----------------------------- | ----------------------------------------------------- | --------------------------------- | --------- |
| 2000 | Обломов                       | Театральная премия «Талия»                            | Драма                             | Победа    |
| 2000 | Одиночки                      | «Чешский лев»                                         | Лучшая главная мужская роль       | Номинация |
| 2002 | Придётся тебя совратить       | «Чешский лев»                                         | Лучшая мужская роль второго плана | Победа    |
| 2002 | Паршивцы                      | «Чешский лев»                                         | Лучшая главная мужская роль       | Победа    |
| 2003 | Одна рука не хлопает          | «Чешский лев»                                         | Лучшая мужская роль второго плана | Победа    |
| 2005 | Хроники обыкновенного безумия | «Чешский лев»                                         | Лучшая главная мужская роль       | Номинация |
| 2007 | Вацлав                        | «Чешский лев»                                         | Лучшая главная мужская роль       | Победа    |
| 2008 | Карамазовы                    | «Чешский лев»                                         | Лучшая главная мужская роль       | Номинация |
| 2012 | В тени                        | «Чешский лев»                                         | Лучшая главная мужская роль       | Победа    |
| 2012 | Ucpanej systém                | Приз Альфреда Радока                                  | Лучшая мужская роль               | Победа    |
| 2013 | Неопалимая купина             | «Золотая нимфа» Телевизионный фестиваль в Монте-Карло | Выдающийся актёр в мини-сериале   | Победа    |
| 2013 | Неопалимая купина             | «Чешский лев»                                         | Лучшая мужская роль второго плана | Номинация |
| 2014 | Дыра в Ханушовице             | «Чешский лев»                                         | Лучшая главная мужская роль       | Победа    |
| 2016 | Vzkříšení                     | Приз театральной газеты                               | Лучшая игра                       | Победа    |